# Sansan Kambilé
Sansan Kambilé est un homme politique de Côte d'Ivoire. Il occupe depuis 2016 la fonction de ministre de la Justice, garde des sceaux.

## Biographie[1]
Issu des rangs de l'École nationale d'administration et magistrat de formation, Sansan Kambilé est marié et père de six enfants.
Il est d'abord juge des enfants de 1994 à 1996, Sansan Kambilé devint juge d'instruction de 1996 à 2000. Il fut ensuite successivement, juge (2000-2003), conseiller technique du Premier ministre (2003-2005), directeur des affaires juridiques et contentieuses au Ministère de la construction urbaine et de l'habitat (2006-2007), directeur du département administratif et juridique de la primature (2007-2010), secrétaire national à la gouvernance et au renforcement des capacités (avril-décembre 2010) et enfin, secrétaire général du gouvernement de Côte d'Ivoire (2010-2016), jusqu’à sa nomination en tant que ministre de la Justice, Gardes des Sceaux le 12 janvier 2016. Il est en plus, ministre des Droits de l'homme.